# Верхняя Клещенка (Богатырёвский сельсовет)
Верхняя Клещенка — деревня в Горшеченском районе Курской области России. Входит в состав Богатырёвского сельсовета.

## География
Деревня находится в восточной части Курской области, в лесостепной зоне, в пределах юго-западной части Среднерусской возвышенности, на левом берегу реки Клещенка, на расстоянии примерно 19 километров (по прямой) к западу-северо-западу (WNW) от посёлка городского типа Горшечное, административного центра района. Абсолютная высота — 185 метров над уровнем моря.
Часовой пояс
Деревня Верхняя Клещенка, как и вся Курская область, находится в часовой зоне МСК (московское время). Смещение применяемого времени относительно UTC составляет +3:00.

## Население
| 2002 | 2010 |
| ---- | ---- |
| 65   | ↘43  |

Гендерный состав
По данным Всероссийской переписи населения 2010 года в гендерной структуре населения мужчины составляли 48,8 %, женщины — соответственно 51,2 %.
Национальный состав
Согласно результатам переписи 2002 года, в национальной структуре населения русские составляли 100 % из 65 чел.

## Улицы
Уличная сеть деревни состоит из трёх улиц.

## Транспорт
К северу от деревни проходит автотрасса федерального значения Р298.